# Альбрехт Маркерт
Альбрехт Маркерт (нім. Albrecht Markert; 10 вересня 1919, Лейпциг — 17 червня 1999) — німецький офіцер-підводник, оберлейтенант-цур-зее крігсмаріне.

## Біографія
1 жовтня 1938 року вступив на флот. З квітня 1941 року — писар в 2-й флотилії. З вересня 1941 року — 2-й вахтовий офіцер на підводному човні U-107. В серпні 1942 року пройшов курс командира човна. З 2 вересня 1942 по 31 липня 1944 року — командир U-140. З серпня 1944 року — командир роти Військово-морського училища Шлезвіга. В травні 1945 року взятий в полон. 17 вересня 1945 року звільнений.

## Звання
- Кандидат в офіцери (1 жовтня 1938)
- Морський кадет (1 липня 1939)
- Фенріх-цур-зее (1 грудня 1939)
- Оберфенріх-цур-зее (1 серпня 1940)
- Лейтенант-цур-зее (1 квітня 1941)
- Оберлейтенант-цур-зее (1 січня 1943)